# Mona Fastvold
Mona Fastvold (Oslo, 7 marzo 1986) è una regista e sceneggiatrice norvegese.

## Biografia
Nel 2005 ha sposato il cantautore norvegese Sondre Lerche. La coppia ha divorziato nel 2013. Dal 2012 è in una relazione col regista ed ex attore americano Brady Corbet, conosciuto sul set del suo esordio da regista, l'indipendente The Sleepwalker: la loro prima figlia è nata nel 2014.
Ha co-sceneggiato tutti i film del marito a partire da L'infanzia di un capo (2015). Nel 2020 ha concorso alla Mostra del cinema di Venezia col suo secondo film da regista, Il mondo che verrà, interpretato da Vanessa Kirby, Katherine Waterston e Casey Affleck.

## Filmografia

### Regista

#### Cinema
- The Sleepwalker (2014)
- Il mondo che verrà (The World to Come) (2020)

#### Televisione
- The Crowded Room – miniserie TV, 3 puntate (2023)

### Sceneggiatrice
- The Sleepwalker, regia di Mona Fastvold (2014)
- The Childhood of a Leader - L'infanzia di un capo (The Childhood of a Leader), regia di Brady Corbet (2015)
- Vox Lux, regia di Brady Corbet (2018) - soggetto
- The Mustang, regia di Laure de Clermont-Tonnerre (2019)
- The Brutalist, regia di Brady Corbet (2024)

### Attrice
- L'amore e altri luoghi impossibili (The Other Woman), regia di Don Roos (2009)

## Riconoscimenti
- Premio Oscar
  - 2025 - Candidatura alla miglior sceneggiatura originale per The Brutalist
- Premi BAFTA
  - 2025 - Candidatura alla miglior sceneggiatura originale per The Brutalist
- Golden Globe
  - 2025 - Candidatura alla miglior sceneggiatura originale per The Brutalist
- Critics' Choice Awards
  - 2025 - Candidatura alla miglior sceneggiatura originale per The Brutalist
- Mostra internazionale d'arte cinematografica
  - 2020 – In concorso per il Leone d'oro con Il mondo che verrà
- Sundance Film Festival
  - 2014 – In concorso per il Gran premio della giuria: U.S. Dramatic con The Sleepwalker

## Doppiatrici italiane
Nelle versioni in italiano dei film in cui ha recitato, Mona Fastvold è stata doppiata da:
- Francesca Manicone ne L'amore e altri luoghi impossibili